# Communauté de communes du Neuvillois
La  Communauté de communes du Neuvillois  est une ancienne communauté de communes française, située dans le département de la Vienne et la région Nouvelle-Aquitaine.
Cette communauté de communes a pour but la coopération et la coordination de tâches et de services publics entre les différents villages de la communauté de communes du Neuvillois.
Elle fusionne le 31 décembre 2016 avec la communauté de communes du Mirebalais et la communauté de communes du Pays Vouglaisien pour former la communauté de communes du Haut-Poitou.

## Composition
Elle est composée des communes suivantes :
| Nom                        | Code Insee | Gentilé         | Superficie (km2) | Population (dernière pop. légale) | Densité (hab./km2) |
| -------------------------- | ---------- | --------------- | ---------------- | --------------------------------- | ------------------ |
| Neuville-de-Poitou (siège) | 86177      | Neuvillois      | 17,06            | 5 331 (2014)                      | 312                |
| Avanton                    | 86016      | Avantonnais     | 10,80            | 2 033 (2014)                      | 188                |
| Blaslay                    | 86030      | Blaslaysiens    | 19,67            | 576 (2014)                        | 29                 |
| Chabournay                 | 86048      | Chabournaysiens | 5,84             | 1 010 (2014)                      | 173                |
| Charrais                   | 86060      | Charraisiens    | 14,63            | 1 060 (2014)                      | 72                 |
| Cheneché                   | 86071      | Chénipiacéens   | 5,15             | 361 (2014)                        | 70                 |
| Cissé                      | 86076      | Cisséens        | 16,92            | 2 692 (2014)                      | 159                |
| Vendeuvre-du-Poitou        | 86281      | Vendeuvrais     | 41,62            | 3 169 (2014)                      | 76                 |
| Villiers                   | 86292      |                 | 10,87            | 879 (2014)                        | 81                 |
| Yversay                    | 86300      |                 | 5,95             | 449 (2014)                        | 75                 |

## Compétences
- Collecte, traitement et élimination des déchets ménagers
- Gestion et aménagement des deux déchèteries : Braille Oueille et Bois de la Grève
- Collecte du tri sélectif
- Gestion du Centre Social Intercommunal
- Gestion du centre de loisirs et d’hébergement « La Petite Rivière »
- Politique du cadre de vie
- Action sociale
- Tourisme
- Activités culturelles ou socioculturelles
- Activités sportives
- piscine intercommunale
- Schéma de cohérence territoriale (SCOT)
- Programme local de l'habitat
- activités économiques (depuis le 01/01/2012)
- équipements sportifs couverts (depuis le 01/01/2012)
- Enfance - jeunesse (depuis le 01/01/2012)

## Autres adhésions
- Syndicat Mixte Vienne-Services

## Histoire
Date arrêté : 11/12/1997
Date effet : 31/12/1997

## Administration
| Période                                  | Période | Identité        | Étiquette | Qualité                                 |
| ---------------------------------------- | ------- | --------------- | --------- | --------------------------------------- |
| 1998                                     | 2014    | Jean Petit      | PS        | Maire de Neuville-de-Poitou (1995-2014) |
| 2014                                     | 2016    | Henri Renaudeau | DVG       | Maire de Vendeuvre-du-Poitou            |
| Les données manquantes sont à compléter. |         |                 |           |                                         |